# Ranunculus montigenitus
Ranunculus montigenitus är en ranunkelväxtart som beskrevs av L. Benson. Ranunculus montigenitus ingår i släktet ranunkler, och familjen ranunkelväxter. Inga underarter finns listade i Catalogue of Life.